# Tecomanthe
Tecomanthe es un género con 5 especies de lianas selváticas tropicales y subtropicales perteneciente a la familia Bignoniaceae. Tienen unas atractivas flores como trompetas y hojas brillantes. Son nativos de Australia, Indonesia, Nueva Guinea, Nueva Zelanda y las Islas Salomón.

## Taxonomía
El género fue descrito por Henri Ernest Baillon  y publicado en Histoire des Plantes 10: 41. 1888. La especie tipo es: Tecomanthe bureavii Baill. 

## Especies
- Tecomanthe dendrophylla (o T. venusta) crece en las Molucas, Nueva Guinea, y este de Nueva Bretaña y las Islas Salomón. Las flores de 11 cm son rosas y amarillo crema.
- Tecomanthe hillii con flores rosas endémico del este de Queensland.
- Tecomanthe speciosa es endémico de las Islas Tres Reyes al norte de Nueva Zelanda. Solamente existe una planta silvestre, pero esta ahora en cultivo y es una enredadera con flores crema. Se cultiva en climas templados pero es muy sensible a las heladas.
- Tecomanthe ternatensis tiene flores blancas que se tornan rosas con la edad. Son naturales de las islas Molucas este y noroeste de Nueva Guinea.
- Tecomanthe volubilis es endémica de Nueva Guinea y tiene flores rosas. Crece en las selvas de altura y también en climas templados.